# Jack Dupon
Jack Dupon est un groupe de rock progressif français, originaire de Clermont-Ferrand, dans le Puy-de-Dôme.
Son style musical est classé dans la catégorie RIO/avant-prog ou rock in Opposition par le site Prog-Archives. Les morceaux sont créés de façon « scientifico-empirique » à partir de thèmes, de mélodies apportés par l’un ou l’autre des musiciens, ou d’improvisations totales enregistrées et retravaillées en studio[réf. nécessaire]. 
Ils sont souvent catalogués par les médias comme les dignes héritiers de Frank Zappa,,, King Crimson et Gong. Sur scène Jack Dupon aime utiliser l'image et le son pour mieux restituer son univers.

## Histoire
Le groupe est formé en 2004, en Auvergne, par Thomas Larsen (batterie et chant), Arnaud M'Doihoma (basse et chant), Gregory Pozzoli (guitare et chant) et Philippe Prebet (guitares et chant).
Lauréats de plusieurs tremplins rock, dont en 2007, le célèbre Bilborock, Concurso pop rock Villa de Bilbao, Espagne. Ils enregistrent leur premier album auto-produit L'Africain Disparu en 2006 puis signe avec le label Musea, sur lequel ils sortent leur deuxième album, l'Échelle du désir, en 2008, et le troisième, Démon Hardi, en 2011.

## Tournées et festivals
Le groupe effectue de nombreuses tournées nationales et internationales, dont une tournée aux États-Unis organisée par le label Transit Music Group en 2010, avec entre autres des concerts au ProgDay Festival à Chapel Hill et à l'Orion Sound Studio, à Baltimore.
Au printemps 2011, ils font une tournée dans les Balkans, en Europe du Nord et en Espagne ; Slovénie (Koper, Ljubljana et Črenšovci), Croatie (Rijeka et Zagreb), Bosnie (Prijedor et Banja Luka), Serbie (Subotica, Bačka Topola et Belgrade), Roumanie (Timisoara) en Lettonie (Riga, Jelgave et liepaja), en Pologne (Pila), en Allemagne (Wurtzburg et Regensbourg) et en Espagne (Valencia). En septembre ils font une tournée au Royaume-Uni (Smugglers festival, Malcfest et Londres). Ils prennent ensuite part au festival Rock In Opposition (RIO) à Carmaux.

## Albums et projets artistiques
En 2012, ils sortent le double live-album Bascule à vif. Cette année-là, ils participent au festival Zappanale en Allemagne, partageant l’affiche avec Magma, George Duke, Jean-Luc Ponty (Brothers of Invention) et Alice Cooper, ainsi qu’au festival de musique expérimentale Energia Dźwięku en Pologne, où ils jouent avec Blurt et Gedaliah Tazartes. Ils assurent aussi la première partie du groupe Gong aux Abattoirs, à Bourgoin-Jallieu en France.
En 2013, ils publient le concept album Jésus l’aventurier et créent une performance dessin-concert intitulée Monstres, en collaboration avec l’artiste Fariho. Cette année est marquée par plusieurs tournées en France, en Espagne, en Suisse, en Belgique, en Allemagne et en Pologne. Un concert live est également filmé pour une future sortie en DVD.
L’année suivante, en 2014, sort l’album live Tête de chien ainsi que le DVD Les ronfleurs dorment. Ils enchaînent avec plusieurs tournées : El Sud Tour en France et en Espagne, Animal Freak Tour en France, Belgique, Luxembourg et Allemagne, et Steam Locomotive Tour en Pologne et en Allemagne. Pour célébrer les dix ans du groupe, ils organisent un mini-festival à Mauzun, réunissant Guigou Chenevier, Djevara, Mucho Tapioca, Sec, Gru-Grü, Babayaga, Witold Oleszak, Mind Poetry et Benco Box.
En 2015, ils effectuent leur première tournée au Canada et participent au Contemporary Music Festival of Victoriaville (FIMAV) au Québec, partageant l’affiche avec OvO, Deerhoof, Laibach et Marc Ribot.
En 2016, Jack Dupon est cité dans le livre Rock psychédélique : un voyage en 150 albums, écrit par David Rassent. Cette année-là, ils sortent l’album Empty Full Circulation, qui marque leur première production avec des paroles en anglais, incluant la participation de Paul Sears du groupe américain The Muffins.
En 2017, ils réalisent une tournée en Espagne et sont invités au Finki Festival en Allemagne par Mani Neumeier du groupe mythique de kraut rock Guru Guru.
En 2018, ils jouent au Rock au Château Festival avec Marillion et assurent la première partie du groupe Acid Mothers Temple à Clermont-Ferrand (France).
En 2019, Jack Dupon célèbre ses 15 ans en sortant plusieurs splits sur cassette, disponibles en ligne, en collaboration avec divers groupes du monde entier. Le groupe prépare également un nouvel album studio.

## Vidéographie
- 2006 : La Secte des Mouches (clip)
- 2007 : Bilborock (concert filmé à Bilbao)
- 2008 : Concert télévisé sur Clermont Première[10]
- 2008 : Pig Monster (clip)
- 2009 : Coopérative de Mai - concert filmé
- 2010 : La Cousine du Grand Mongol (clip)
- 2011 : Baron Samedi (clip)
- 2011 : Hardi Yokais (clip)
- 2011 : Démon Hardi - documentaire sur la tournée aux Etats-Unis
- 2013 : Ulysse  (clip)
- 2017 : Cestbiensur (clip)
- 2019 : Fanfaronnades Vidéofilmées ( court métrage )
- Histoire d'une jambe (split PoulainJar)
- Du lilas à Pekin (split PoulainJar)
- Rouge de couleur poison (split Noise From Mars)